# Konjunkce (astronomie)
Konjunkce je termín užívaný v poziční astronomii a astrologii. Označuje maximální přiblížení dvou nebeských těles z pohledu pozorovatele (obvykle ze Země). V případě planet jde o jeden z aspektů.
Hovoříme-li o tom, že je nebeské těleso v konjunkci (aniž bychom uvedli druhé těleso), znamená to konjunkci se Sluncem (např. Měsíc je v konjunkci při novoluní).
Maximální přiblížení znamená, že obě tělesa mají tutéž rektascenzi, popřípadě ekliptikální délku (tyto druhy konjunkce je třeba rozlišovat). Většinou ale nemají také stejnou deklinaci a proto se jedna z planet jeví procházet severně nebo jižně od druhé.
V některých případech mají obě tělesa i stejnou deklinaci, nacházejí se tedy na stejných rovníkových souřadnicích. Tehdy hovoříme o zákrytu, přechodu či zatmění (někteří historikové se domnívají, že Betlémská hvězda byla konjunkce Saturnu a Jupiteru, jiní za ni považují jinou konjunkci, Jupiteru a Venuše).
Pojmy horní konjunkce a dolní konjunkce má smysl rozlišovat pouze při pozorování planety, která je od nás blíže ke Slunci (při pozorování ze Země se jedná o Merkur a Venuši). Je-li směrem od nás planeta na opačné straně Slunce, je v horní konjunkci se Sluncem. Dolní konjunkce nastane, když obě planety leží v jedné přímce na téže straně Slunce.
Ke konjunkci dvou planet může v kratším časovém úseku dojít několikrát za sebou v důsledku zdánlivého retrográdního pohybu alespoň jedné z nich.

## Některé významné konjunkce
- Jaro 2000: V květnu 2000 se seřadilo 5 nejjasnějších planet (Merkur, Venuše, Mars, Jupiter, Saturn) uvnitř úhlu 20° od Slunce (viděno ze Země). Pro přílišnou blízkost Slunce nebylo možno úkaz pozorovat.
- Jaro 2002: Na konci dubna 2002 nastala vzácná tzv. velká konjunkce (situace, kdy je úhlová vzdálenost mezi objekty na obloze velmi malá),[1] při níž byly Saturn, Jupiter, Mars, Venuše a Merkur všechny zároveň viditelné na severozápadní obloze těsně po soumraku; to se bude znovu opakovat až na začátku července 2060, kdy se tento kvintet shromáždí na severovýchodní obloze chvíli před rozbřeskem.
- Zimní slunovrat 2007: Nevšední planetární/galaktické seskupení bylo k vidění 23. a 24. prosince 2007. Sestava Mars, Země, Slunce, Merkur, Jupiter, centrum Galaxie z 23. prosince se stala ještě pozoruhodnější spojením s měsícem v úplňku (v konjunkci s Marsem) 24. prosince ve 2 hodiny ráno a současným kvadrátem Venuše s Neptunem.
- 20. června 2015 došlo ke konjunkci Měsíce, Venuše a Jupiteru na západní hvězdné obloze.[2]